# Serres, Aude

Serres este o comună în departamentul Aude din sudul Franței. În 1 ianuarie 2022 avea o populație de 88 de locuitori.